# Effetto musica
Effetto musica è stato un programma radiofonico di Radio Rai, andato in onda sulle frequenze di Radiodue dal 1982 al 1983.

## Produzione
La prima serie è stata condotta da Gianni Morandi su Radio2. Fra gli artisti intervenuti Gianna Nannini, gli Alunni del Sole, Alberto Camerini, Antonello Venditti, Loretta Goggi, Ombretta Colli, Riccardo Cocciante, Pupo.
La seconda edizione, presentata da Loretta Goggi, è stata realizzata nell'inverno del 1983. La trasmissione, come la prima serie, veniva diffusa dal martedì al giovedì, a partire dalle ore 12.50, e aveva una durata di 30 minuti; quindi, dopo l'appuntamento del venerdì interamente dedicato alle Hit parade, il sabato ritornava con la stessa formula con un ospite musicale, a metà programma.
Fra gli ospiti c'erano Peppino di Capri, Francesco De Gregori, Stefano Rosso, Sammy Barbot, Giuni Russo, Tiziana Rivale, Ron, Massimo Bubola, Antonio Amurri, Rosanna Ruffini, Renato Carosone, Franco Simone, Renzo Arbore, Daniela Goggi, Franco Rosi, Flavio Giurato, Peter Van Wood, Luca Sardella, Dino Verde, Donatella Milani, Rita Pavone e Teddy Reno, Gianni Nazzaro, i Ricchi e Poveri, Dori Ghezzi, i Matia Bazar, Edoardo De Angelis, Little Tony, Gigliola Cinquetti, Gianni Morandi, Amedeo Minghi. 
I testi della seconda serie furono di Enrico Vaime. La regia del programma dei due cicli fu affidata a Massimiliano Fasan.
Rai Radio Techete' ha riproposto nel 2019 la prima e la seconda edizione. 